# Ferrari SF1000
Ferrari SF1000 – samochód Formuły 1, skonstruowany przez Ferrari na sezon 2020. Jego kierowcami zostali Sebastian Vettel i Charles Leclerc. Nazwa SF1000 odnosi się do tysięcznego wyścigu Ferrari w Mistrzostwach Świata Formuły 1, który miał miejsce podczas Grand Prix Toskanii 2020.

## Konstrukcja
Z powodu przepisów, które w porównaniu do sezonu 2019 nie zmieniły się znacząco, Ferrari SF1000 jest rozwinięciem poprzednika. Szef zespołu Mattia Binotto podkreślił jednak, że przy projektowaniu pojazdu uwzględniono możliwość uzyskania jak najlepszego docisku, co wiązało się z koniecznością stworzenia wąskiego tyłu; jednakże przedni spojler niemal nie uległ zmianie. Poza tyłem przeprojektowaniu uległy takie elementy, jak zawieszenie, wloty powietrza, układ chłodzenia i skrzynia biegów.

## SF1000 w wyścigach
Debiut samochodu został opóźniony z powodu pandemii COVID-19. Co więcej, w związku z pandemią model SF1000 będzie wykorzystany również w sezonie 2021. Udoskonalona wersja otrzymała oznaczenie SF21.

## Wyniki
| Legenda oznaczeń w tabelach wyników Wyświetl szablon na nowej stronie | Legenda oznaczeń w tabelach wyników Wyświetl szablon na nowej stronie                                                                     |
| Oznaczenie                                                            | Wyjaśnienie |
| --------------------------------------------------------------------- | --- |
| Złoty                                                                 | Zwycięzca lub mistrzostwo |
| Srebrny                                                               | 2. miejsce lub wicemistrzostwo |
| Brązowy                                                               | 3. miejsce lub II wicemistrzostwo |
| Zielony                                                               | Ukończył, punktował (w klasyfikacji generalnej, gdy zdobył co najmniej jeden punkt na przestrzeni sezonu, poza trzema powyższymi opcjami) |
| Niebieski                                                             | Ukończył, nie punktował (w klasyfikacji generalnej, gdy nie zdobył co najmniej jednego punktu na przestrzeni sezonu)                      |
| Czerwony                                                              | Nie zakwalifikował się (NZ) |
| Czerwony                                                              | Nie prekwalifikował się (NPK) |
| Różowy                                                                | Nie ukończył (NU) |
| Różowy                                                                | Niesklasyfikowany (NS) (w klasyfikacji generalnej, gdy nie został sklasyfikowany w żadnym wyścigu sezonu)                                 |
| Czarny                                                                | Zdyskwalifikowany (DK) |
| Czarny                                                                | Wykluczony (WYK/EX) |
| Biały                                                                 | Nie wystartował (NW) |
| Biały                                                                 | Kontuzjowany (K/INJ) |
| Biały                                                                 | Wyścig odwołany (OD/C) |
| Bez koloru                                                            | Został wycofany (WYC/WD) |
| Bez koloru                                                            | Nie przybył (NP/DNA) |
| Bez koloru                                                            | Nie brał udziału w treningach (NT/DNP) |
| Bez koloru                                                            | Nie został zgłoszony (–) |
| Pogrubienie                                                           | Start z pole position |
| Kursywa                                                               | Najszybsze okrążenie wyścigu |
| †                                                                     | Nie ukończył, ale jego rezultat został zaliczony ze względu na przejechanie więcej niż 90% dystansu wyścigu.                              |
| *                                                                     | Sezon w trakcie |
| 1/2/3                                                                 | Punktowana pozycja w sprincie kwalifikacyjnym                                                                                             |
| Lista systemów punktacji Formuły 1                                    | |

| Sezon | Zespół           | Silnik  | Kierowcy         | Wyniki w poszczególnych eliminacjach | Wyniki w poszczególnych eliminacjach | Wyniki w poszczególnych eliminacjach | Wyniki w poszczególnych eliminacjach | Wyniki w poszczególnych eliminacjach | Wyniki w poszczególnych eliminacjach | Wyniki w poszczególnych eliminacjach | Wyniki w poszczególnych eliminacjach | Wyniki w poszczególnych eliminacjach | Wyniki w poszczególnych eliminacjach | Wyniki w poszczególnych eliminacjach | Wyniki w poszczególnych eliminacjach | Wyniki w poszczególnych eliminacjach | Wyniki w poszczególnych eliminacjach | Wyniki w poszczególnych eliminacjach | Wyniki w poszczególnych eliminacjach | Wyniki w poszczególnych eliminacjach | Wyniki kierowców | Wyniki kierowców | Wyniki konstruktora | Wyniki konstruktora |
| 2020  |                  |         |                  | Austria                              |                                      | Węgry                                | Wielka Brytania                      | Wielka Brytania                      | Hiszpania                            | Belgia                               | Włochy                               | Toskania                             | Rosja                                | Niemcy                               | Portugalia                           | Emilia-Romania                       | Turcja                               | Bahrajn                              | Bahrajn                              |                                      | Pkt.             | Msc.             | Pkt.                | Msc.                |
| ----- | ---------------- | ------- | ---------------- | ------------------------------------ | ------------------------------------ | ------------------------------------ | ------------------------------------ | ------------------------------------ | ------------------------------------ | ------------------------------------ | ------------------------------------ | ------------------------------------ | ------------------------------------ | ------------------------------------ | ------------------------------------ | ------------------------------------ | ------------------------------------ | ------------------------------------ | ------------------------------------ | ------------------------------------ | ---------------- | ---------------- | ------------------- | ------------------- |
| 2020  | Scuderia Ferrari | Ferrari | Sebastian Vettel | 10                                   | NU                                   | 6                                    | 10                                   | 12                                   | 7                                    | 13                                   | NU                                   | 10                                   | 13                                   | 11                                   | 10                                   | 12                                   | 3                                    | 13                                   | 12                                   | 14                                   | 33               | 13               | 131                 | 6                   |
| 2020  | Scuderia Ferrari | Ferrari | Charles Leclerc  | 2                                    | NU                                   | 11                                   | 3                                    | 4                                    | NU                                   | 14                                   | NU                                   | 8                                    | 6                                    | 7                                    | 4                                    | 5                                    | 4                                    | 10                                   | NU                                   | 13                                   | 98               | 8                | 131                 | 6                   |